# Пиер Агостини
Пиер Агостини (на френски: Pierre Agostini; роден на 23 юли 1941 г.) е френски физик-експериментатор и почетен професор в Държавния университет на Охайо в Съединените щати, известен с пионерската си работа в лазерната физика на силни полета и атосекундната физика. Той е особено известен с наблюдението на явлението надпрагова йонизация и с изобретяването на техника за реконструкция на атосекундно биене чрез интерференция на двуфотонни преходи (на английски: Reconstruction of attosecond beating by interference of two-photon transitions, RABBITT) за характеризиране на атосекундни светлинни импулси. Удостоен с Нобелова награда за физика за 2023 г. съвместно с Ан Л'Юие и Ференц Краус

## Образование и кариера
Пиер Агостини е роден в Тунис, по времето, когато е френски протекторат, през 1941 г. Получава бакалавърска степен в националното военно училище Prytanée през 1959 г. в La Flèche, Франция.
Агостини учи физика в университета Екс-Марсилия, където получава бакалавърска степен (licence d'enseignement) по физика през 1961 г. и степен MAS (diplôme d'études approfondies) през 1962 г. През 1968 г. той завършва докторска степен там по многослойни диелектрични филтри за ултравиолетови лъчи, с дисертация Appareillage permettant la réalisation de filtres multidiélectriques UV : Étude des couches Sb2O3.
След докторантурата той става изследовател в CEA Saclay през 1969 г. и остава там до 2002 г. Същевременно работи в лабораторията на Жерар Манфре (Gérard Mainfray) и Клод Ману (Claude Manus), където изследва многофотонна йонизация с мощни лазери. Те са първите, които наблюдават надпрагова йонизация в газ ксенон.
През 2001 г. Агостини и неговият екип в CEA Saclay заедно с Харм Мюлер (Harm Geert Muller) от Холандската фондация за фундаментални изследвания на материята (FOM), използвайки усъвършенстван лазер в Лабораторията по приложна физика (на френски: Laboratoire d'Optique Appliquée), успява да генерира поредица от импулси с продължителност от 250 атосекунди (10-18 s). Чрез повторно комбиниране на ултракъсите ултравиолетови импулси с оригиналната инфрачервена светлина се създава ефект на интерференция, който позволява да се определят дължината и честотата на повторение на импулсите.
Между 2002 и 2004 г. Агостини е гостуващ учен в Националната лаборатория Брукхейвън в американския щат Ню Йорк, където работи в групата на Луис Ф. Ди Мауро. Той става професор по физика в Държавния университет на Охайо (OSU) през 2005 г. и ръководи лаборатория съвместно с Луис Ф. Ди Мауро, който се премества година по-рано в OSU. Агостини става почетен професор в OSU през 2018 г.

## Почести и награди
Агостини получава наградата „Гюстав Рибо“ през 1995 г. от Френската академия на науките. През 2003 г. получава наградата Gay-Lussac-Humboldt и стипендията Joop Los от Холандската фондация за фундаментални изследвания на материята (FOM), той също получава наградата William F. Meggers за спектроскопия през 2007 г. от Оптичното общество на Америка (OSA) и е стипендиант на фондация „Хумболт“. Той е избран за член на OSA през 2008 г. „за лидерство в разработването на иновативни експерименти, предоставящи основни познания за динамиката на нелинейния отговор на атоми и молекули, подложени на силни инфрачервени лазерни импулси“.
През 2023 г. получава Нобелова награда по физика за „експериментални методи, които генерират атосекундни светлинни импулси за изследване на динамиката на електроните в материята“ заедно с Ан Л'Юие и Ференц Краус.